# Haití en los Juegos Olímpicos de Tokio 2020
Haití estuvo representado en los Juegos Olímpicos de Tokio 2020 por seis deportistas, cuatro mujeres y dos hombres, que compitieron en cinco deportes.
Los portadores de la bandera en la ceremonia de apertura fueron el boxeador Darrelle Valsaint y la yudoca Sabiana Anestor. El equipo olímpico haitiano no obtuvo ninguna medalla en estos Juegos.